# Ваудсенд
Ваудсенд (нід. Woudsend) — село в нідерландській провінції Фрисландія. Входить до муніципалітету Південно-Західна Фрисландія.
Його площа становить 1,30км², а населення станом на 2021 рік складало 1 380 осіб.
Перша згадка про населений пункт датується 1337 роком.

## Галерея

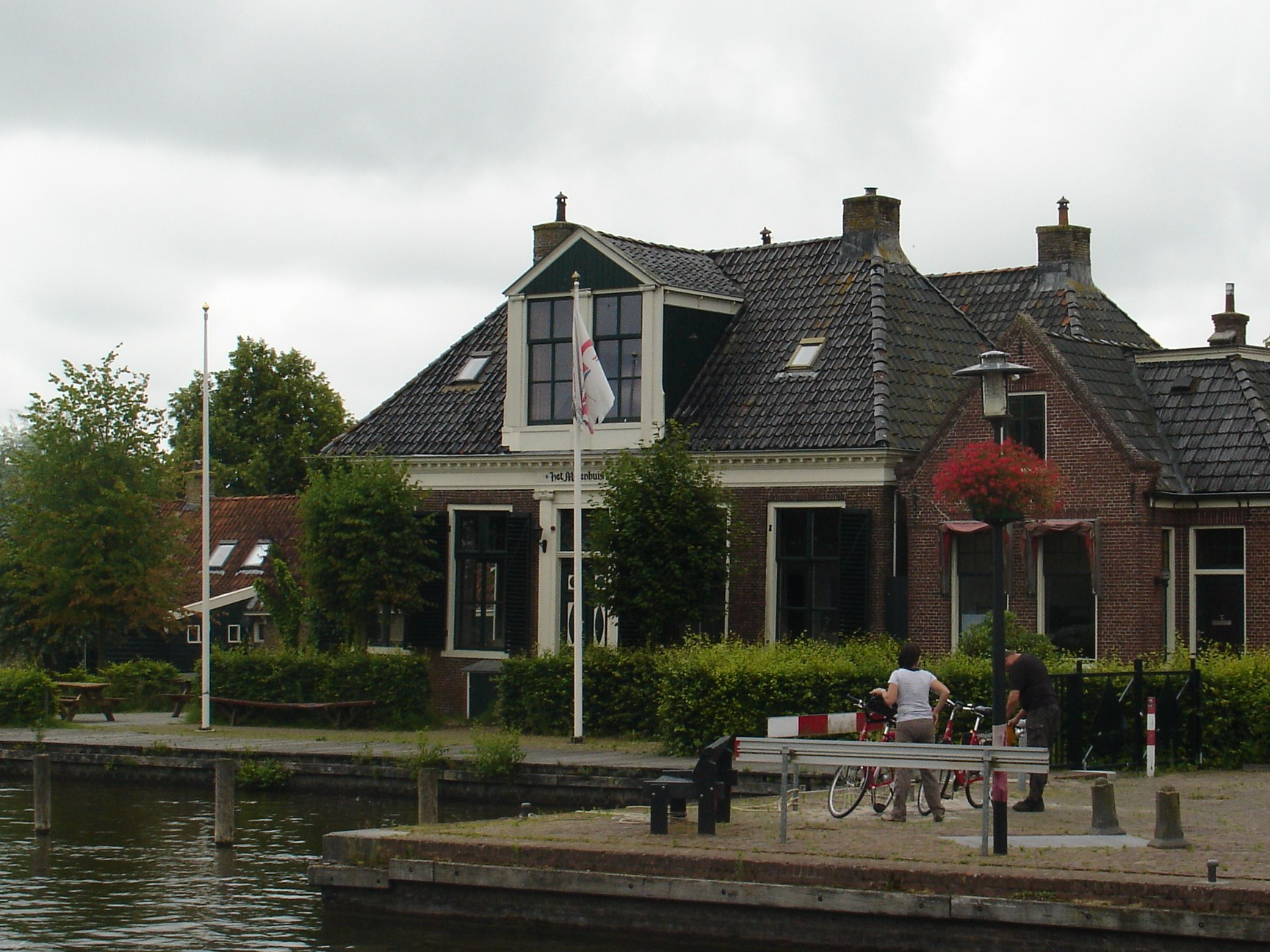
Сільський будинок
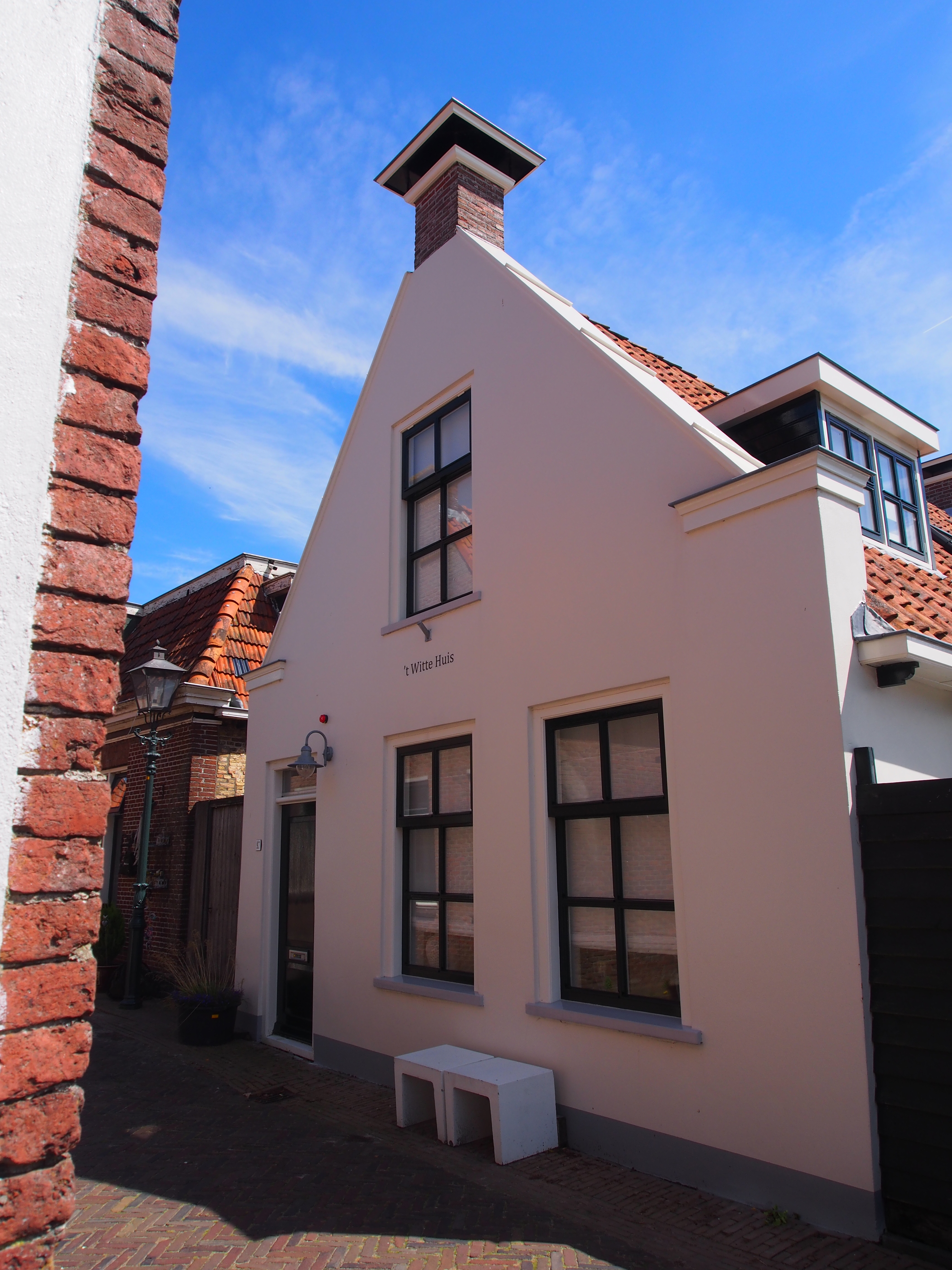
Сільський будинок
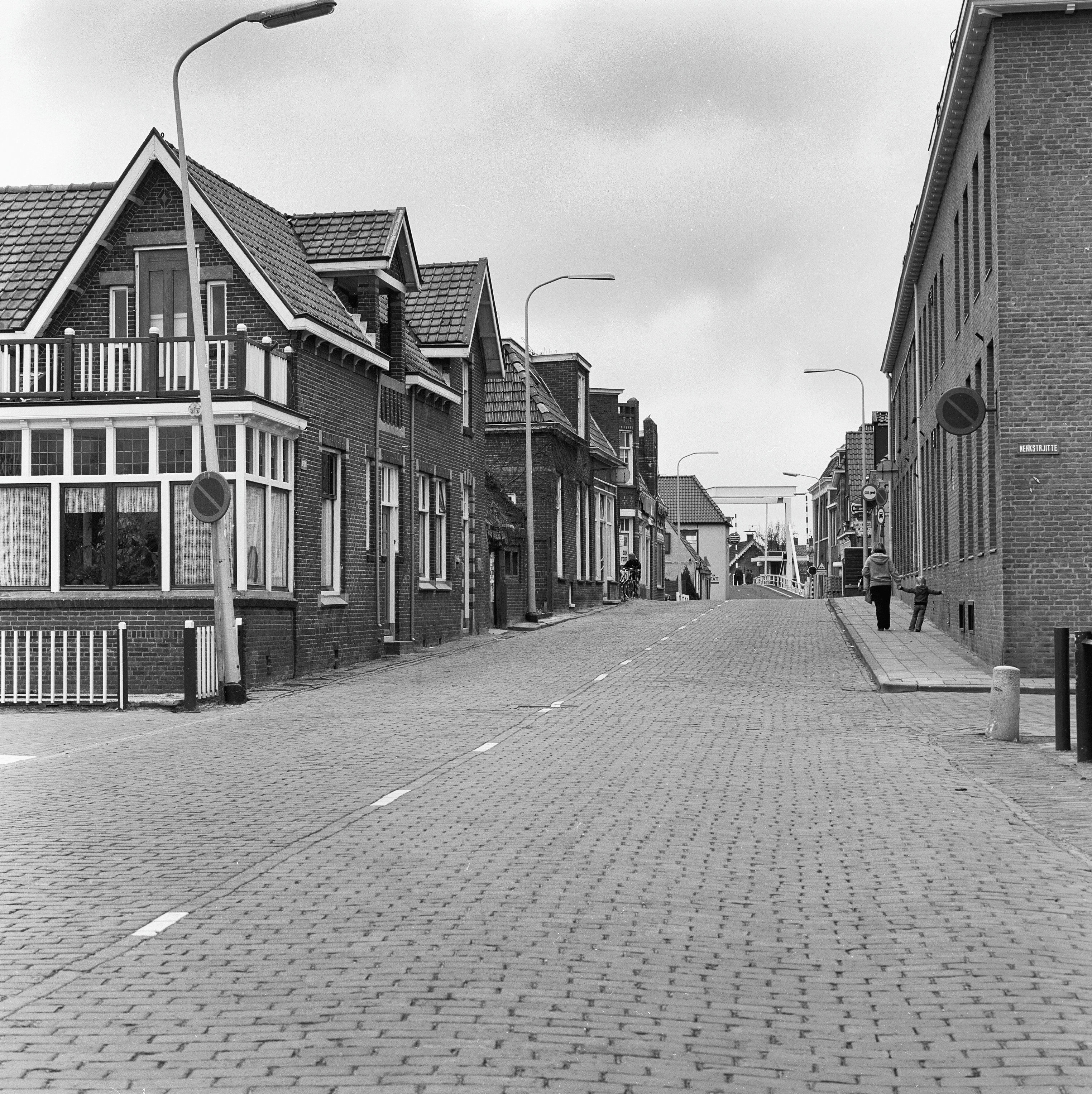
Вулична панорама
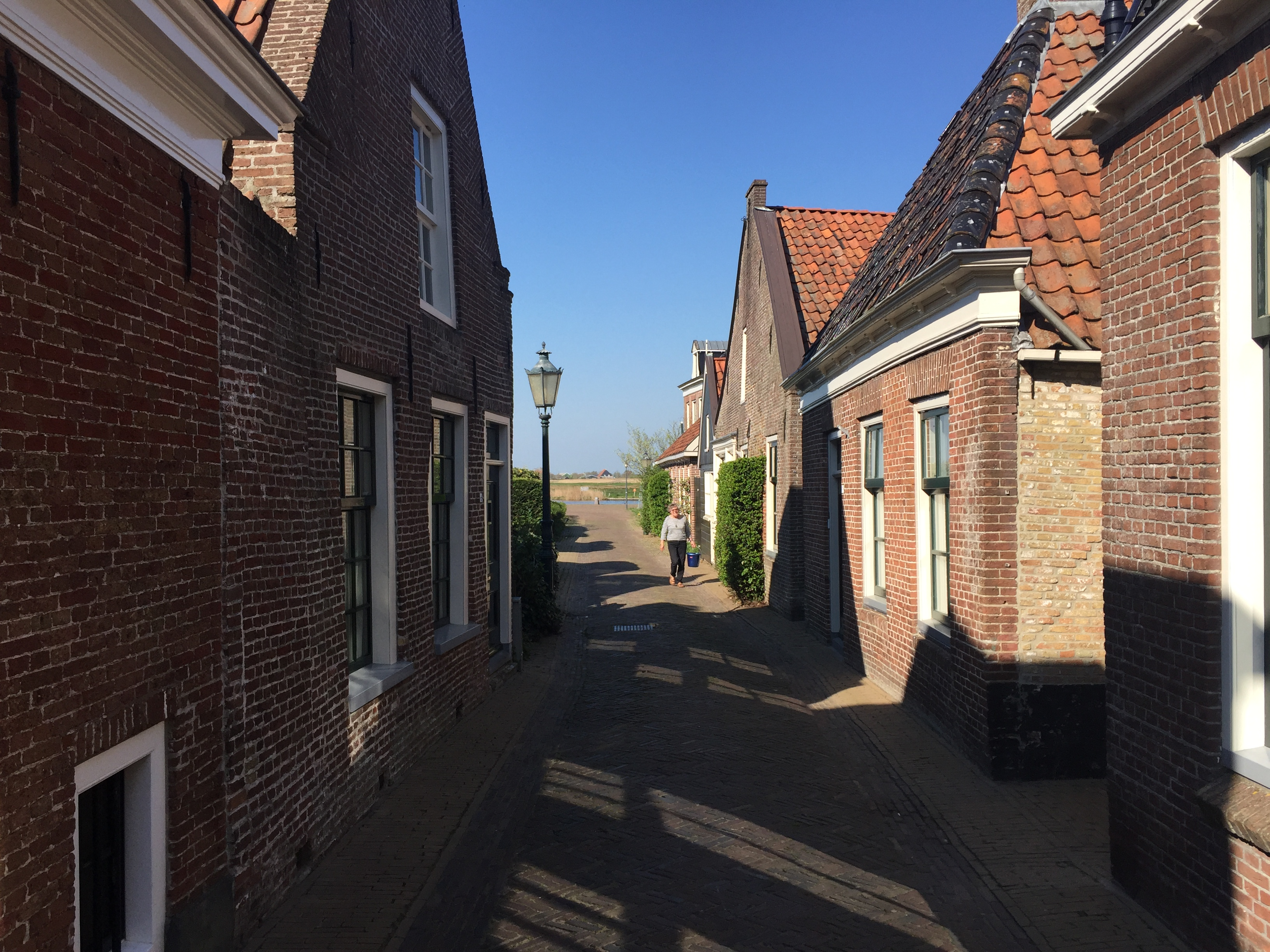
Вуличка у Ваудсенді